# Preporučeno ograničeno izlaganje
Preporučeno ograničeno izlaganje (engl. Recommended exposure limit, REL) je granica profesionalne izloženosti koju je preporučio Nacionalni institut za bezbednost i zdravlje na radu Sjedinjenih Država. REL je nivo za koji NIOSH veruje da bi štitio bezbednost i zdravlje radnika tokom radnog veka ako se koristi u kombinaciji sa kontrolama inženjeringa i radne prakse, izloženosti i medicinskim praćenjem, objavljivanjem i obeležavanjem opasnosti, obukom radnika i ličnom zaštitnom opremom. Da bi formulisao ove preporuke, NIOSH uzima u obzir sve poznate i dostupne medicinske, biološke, inženjerske, hemijske, trgovinske i druge informacije. Iako nisu pravno primenjiva ograničenja, RELS preporuke se prosleđuju Upravi za bezbednost i zdravlje na radu (OSHA) ili Upravi za rudarsku bezbednost i zdravlje (MSHA) Ministarstva rada SAD za korišćenje u objavljivanju pravnih standarda.
Sve REL navodi se nalaze u NIOSH džepnom vodiču za hemijske opasnosti, zajedno sa drugim ključnim podacima za 677 grupa hemikalija ili supstanci. Džepni vodič je izvor opštih informacija o industrijskoj higijeni za radnike, poslodavce i stručnjake iz oblasti medicine rada.
Preporuke NIOSH-a su takođe objavljene u raznim dokumentima, uključujući:
- Dokumenti sa kriterijumima – Ovim se preporučuju granice izloženosti na radnom mestu i odgovarajuće preventivne mere za smanjenje ili uklanjanje štetnih efekata na zdravlje i slučajnih povreda.
- Trenutni obaveštajni bilteni (CIB) – Ovi dokumenti iznose nove naučne informacije o opasnostima na radu, naglašavajući ranije neprepoznatu opasnost, izveštavajući o novim podacima o poznatoj opasnosti ili prezentujući informacije o kontroli opasnosti.
- Upozorenja, pregled posebnih opasnosti, procene opasnosti na radu i tehničke smernice – Ovim dokumentima se procenjuju bezbednosni i zdravstveni problemi povezani sa datim agensom ili opasnošću i preporučuju odgovarajuće metode kontrole i nadzora.

Iako ovi dokumenti nemaju za cilj da zamene sveobuhvatnije kriterijume, oni su pripremaju da pomognu OSHA i MSHA u formulisanju regulative. Pored ovih publikacija, NIOSH periodično predstavlja svedočenja pred raznim kongresnim komitetima i na saslušanjima za donošenje pravila OSHA i MSHA.

## Spoljašnje veze
- NIOSH Pocket Guide to Chemical Hazards